# Enzo Biagi
Enzo Biagi (Lizzano in Belvedere, 9 agosto 1920 – Milano, 6 novembre 2007) è stato un giornalista, scrittore, conduttore televisivo e partigiano italiano.
È stato uno dei volti più popolari del giornalismo italiano del XX secolo.

## Biografia

### Gli esordi
(Enzo Biagi, Era ieri)
Biagi nacque a Pianaccio, frazione del piccolo comune appenninico di Lizzano in Belvedere (in provincia di Bologna), il 9 agosto del 1920; all'età di nove anni si trasferì al seguito della famiglia a Bologna, dove si stabilirono nel rione di Porta Sant'Isaia, per seguire il padre Dario (1891-1942), che lavorava già da qualche anno come vicecapo magazziniere presso uno zuccherificio cittadino. L'idea di diventare giornalista gli nacque dopo aver letto Martin Eden di Jack London. Frequentò l'istituto tecnico per ragionieri Pier Crescenzi, dove con altri compagni diede vita ad una piccola rivista studentesca, Il Picchio, che si occupava soprattutto di vita scolastica, soppressa d'imperio dopo solo qualche mese dalle autorità fasciste, cosa che lo portò a maturare una forte indole antifascista.

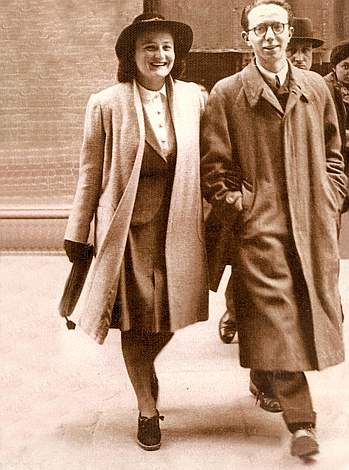
Enzo Biagi con la moglie Lucia Ghetti nel 1943

Nel 1937, all'età di diciassette anni e forse grazie all'aiuto del cugino Bruno Biagi (esponente di spicco del Partito Fascista), cominciò a collaborare con il quotidiano bolognese L'Avvenire d'Italia, occupandosi di cronaca, di colore e di piccole interviste a cantanti lirici. Il suo primo articolo fu dedicato al dilemma, vivo nella critica dell'epoca, se il poeta di Cesenatico Marino Moretti fosse o no crepuscolare.
Nel 1940 fu assunto in pianta stabile dal Carlino Sera, edizione pomeridiana de Il Resto del Carlino, il principale quotidiano bolognese, come estensore di notizie, ovvero colui che si occupa di sistemare gli articoli portati in redazione (il lavoro di "cucina", come si dice in gergo), ma collaborò anche, in qualità di critico cinematografico, con Architrave, periodico della Gioventù Universitaria Fascista (GUF) di Bologna e con L'Assalto, l'organo ufficiale della Federazione Fascista di Bologna.
Nel 1942 fu chiamato alle armi ma non partì per il fronte a causa di problemi cardiaci (che lo accompagneranno per tutta la vita). Il 18 dicembre 1943 si sposò con Lucia Ghetti (1921-2002), maestra elementare, e continuò a lavorare per Il Resto del Carlino fino alla primavera del 1944 quando, per evitare la chiamata alle armi della Repubblica di Salò, si rifugiò sulle montagne, dove finì poi per aderire alla Resistenza, entrando nelle brigate Giustizia e Libertà, legate al Partito d'Azione, di cui condivideva il programma e gli ideali.
In realtà Biagi non combatté mai: il suo comandante, infatti, pur senza dubitare della sua fedeltà lo trovava troppo gracile. Prima gli diede compiti di staffetta, poi gli affidò la stesura di un giornale partigiano, Patrioti, di cui Biagi era in pratica l'unico redattore e con il quale informava la gente sul reale andamento della guerra lungo la Linea Gotica. Del giornale uscirono appena quattro numeri: la tipografia fu distrutta dai tedeschi. Biagi considerò sempre i mesi che passò da partigiano come i più importanti della sua vita: in memoria di ciò, volle che la sua salma fosse accompagnata al cimitero sulle note di Bella ciao.
Terminata la guerra, Biagi entrò con le truppe alleate a Bologna e fu proprio lui ad annunciare dai microfoni del Psychological Warfare Branch alleato l'avvenuta liberazione. Poco dopo fu assunto come inviato speciale e critico cinematografico al Resto del Carlino che all'epoca aveva cambiato il suo nome in Giornale dell'Emilia. Nel 1946 seguì come inviato speciale il Giro d'Italia, nel 1947 partì per la Gran Bretagna dove raccontò il matrimonio della futura regina Elisabetta II. Fu il primo di una lunga serie di viaggi all'estero come "testimone del tempo" che contrassegneranno tutta la sua vita.

### Gli anni cinquanta e sessanta

#### La prima direzione:Epoca

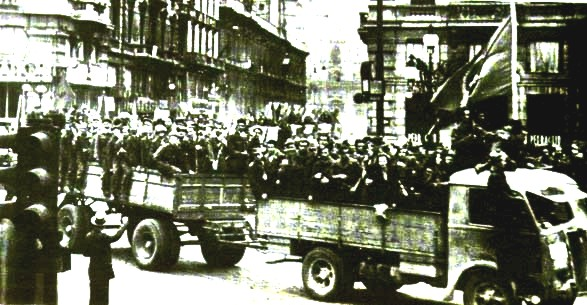
I partigiani di "Giustizia e Libertà" entrano nella Bologna liberata: tra loro c'era anche il giovane Enzo Biagi.

Nel 1951 si recò, per conto del Carlino, in Polesine dove, con una cronaca rimasta negli annali, descrisse l'alluvione che flagellava la provincia di Rovigo; nonostante il grande successo che riscossero quegli articoli, Biagi venne isolato all'interno del giornale per via di alcune sue dichiarazioni contrarie alla bomba atomica, che lo fecero passare per un comunista e che lo fecero considerare, quindi, un «pericoloso sovversivo» per il suo direttore.
Gli articoli sul Polesine furono letti però anche da Bruno Fallaci, direttore del settimanale Epoca e zio di Oriana Fallaci, alla ricerca di nuovi elementi per le sue redazioni. Fallaci lo chiamò a lavorare come caporedattore al periodico. Biagi e la sua famiglia (erano già nate due figlie, Bice e Carla; nel 1956 arriverà Anna) lasciarono quindi l'amata Bologna per Milano.
Nel 1952 Epoca attraversava un momento difficile. Alla ricerca di scoop esclusivi da poter pubblicare in Italia, il nuovo direttore Renzo Segala, subentrato da un mese a Bruno Fallaci, decise di partire per gli Stati Uniti affidando a Biagi la guida del giornale per due settimane, stabilendo già in partenza i temi da affrontare durante la sua assenza e cioè il ritorno di Trieste all'Italia e l'inizio della primavera. Nel frattempo scoppiò però il caso Wilma Montesi: una giovane ragazza romana venne ritrovata morta sulla spiaggia di Ostia; ne nacque uno scandalo in cui rimase coinvolta l'alta borghesia laziale, il prefetto di Roma e Piero Piccioni, figlio del ministro Attilio Piccioni, il quale rassegnò le dimissioni. Biagi, intuendo la grande risonanza che il caso Montesi stava avendo nel Paese, decise, contro ogni disposizione, di dedicare a esso la copertina e di pubblicare un'inedita ricostruzione dei fatti. Fu un successo clamoroso: la tiratura di Epoca crebbe di oltre ventimila copie in una sola settimana e Mondadori tolse la direzione a Segàla, da poco tornato dagli Stati Uniti, affidandola a Biagi.
Sotto la direzione di Biagi, Epoca s'impose nel panorama delle grandi riviste italiane surclassando la storica concorrenza dell'Espresso e dell'Europeo. La formula di Epoca, a quel tempo innovativa, punta a raccontare con riepiloghi e approfondimenti le notizie della settimana e le storie dell'Italia del boom. Un altro scoop esclusivo sarà la pubblicazione di fotografie che raffigurano un umanissimo papa Pio XII che gioca con un canarino.
Nel 1960 un articolo sugli scontri di Genova e Reggio Emilia contro il governo Tambroni (che avevano provocato la morte di dieci operai in sciopero, tanto da essere definita strage di Reggio Emilia) provocò una dura reazione dello stesso governo, per cui Biagi fu costretto a lasciare Epoca. Qualche mese dopo fu assunto dalla Stampa come inviato speciale.

#### L'arrivo alla Rai: il Telegiornale

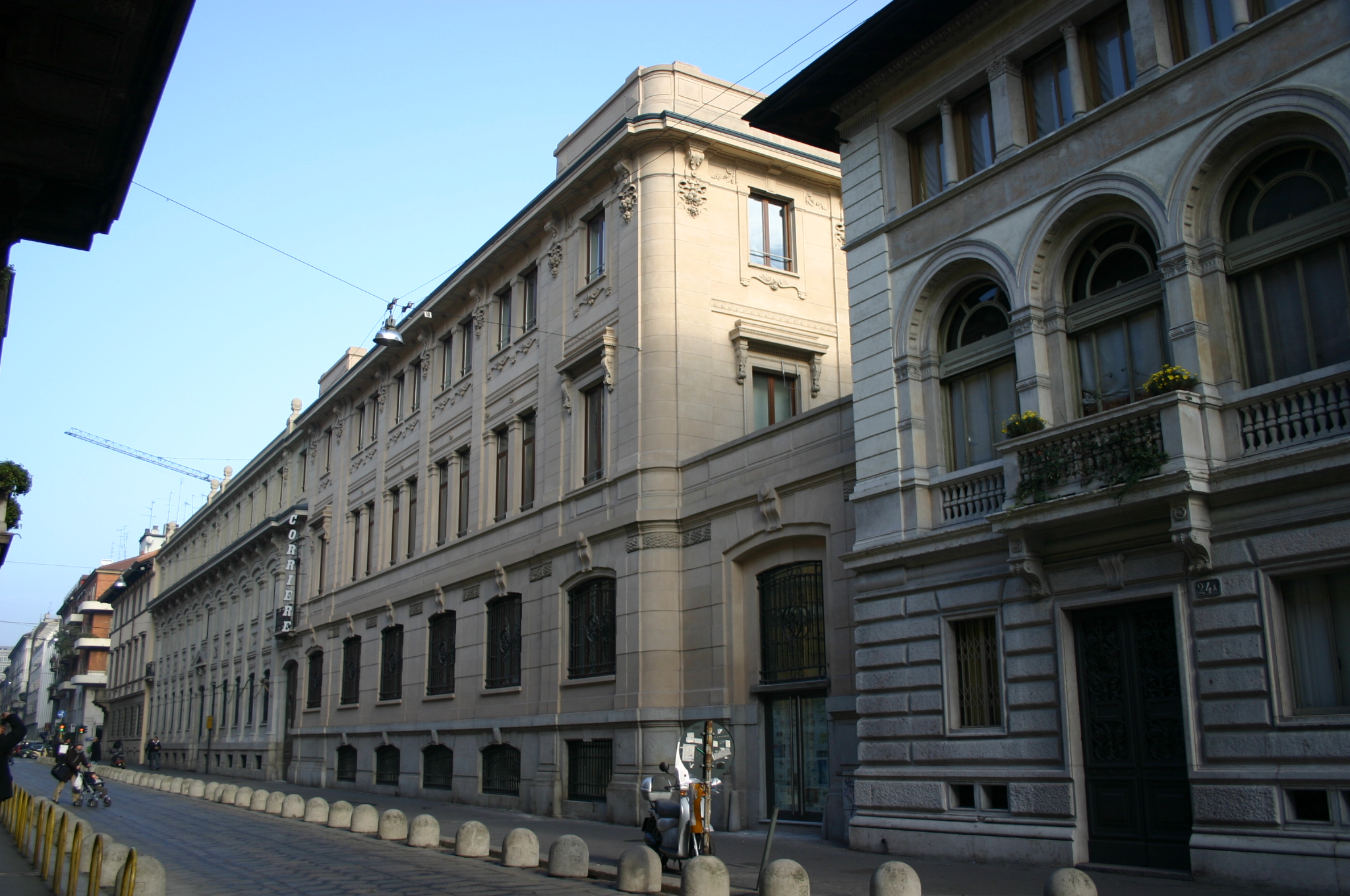
La storica sede del Corriere della Sera a Milano, dove Biagi lavorò e scrisse per molti anni.

Il 1º ottobre 1961 divenne direttore del Telegiornale della Rai. Biagi si mise subito all'opera, applicando la formula di Epoca al TG, dando meno spazio alla politica e maggior rilievo ai «guai degli italiani», come chiamava le mancanze del sistema nazionale. Realizzò una memorabile intervista a Salvatore Gallo, l'ergastolano ingiustamente rinchiuso a Ventotene, la cui vicenda porterà in seguito il Parlamento ad approvare la revisione dei processi anche dopo la sentenza della Cassazione. Dedicò servizi agli esperimenti nucleari dell'Unione Sovietica che avevano seminato il panico in tutta Europa. Fece assumere in Rai grandi giornalisti come Giorgio Bocca e Indro Montanelli, ma anche giovani come Enzo Bettiza ed Emilio Fede, destinati a una lunga carriera.
Nel novembre del 1961 arrivarono inevitabili le prime polemiche: il democristiano Guido Gonella, in un'interrogazione parlamentare al ministro dell'Interno Mario Scelba - poi passata alla storia per gli attacchi alle gambe nude delle gemelle Kessler, - accusò Enzo Biagi di essere fazioso e di «non essere allineato all'ufficialità». Un'intervista in prima serata al leader comunista Palmiro Togliatti gli procurò un duro attacco da parte dei giornali di destra, che iniziarono una campagna aggressiva contro di lui.
Nel marzo del 1962 lanciò il primo rotocalco televisivo della televisione italiana: RT Rotocalco Televisivo. Apparve per la prima volta in video con un servizio realizzato da Gianni Bisiach su Corleone, che raccontò per primo nella storia della televisione italiana il fenomeno della mafia in Sicilia; il timido Biagi ricorderà sempre come un tormento le sue prime registrazioni. Condusse la trasmissione fino al 1968. A Roma tuttavia Biagi si sentiva con le mani legate. Le pressioni politiche erano insistenti; Biagi aveva già detto di no a Giuseppe Saragat, che gli proponeva alcuni servizi, ma resistere era difficile malgrado la solidarietà pubblica manifestatagli da personaggi celebri del periodo come Giovannino Guareschi, Garinei e Giovannini, Giangiacomo Feltrinelli, Liala e dallo stesso direttore generale della Rai Ettore Bernabei.
(Enzo Biagi)
Nel 1963 decise di dimettersi - dopo l'ultima puntata chiusa da I ragazzi di Arese di Gianni Serra - e di tornare a Milano dove divenne inviato e collaboratore dei quotidiani Corriere della Sera e La Stampa. Nello stesso anno, a seguito della scomparsa di Andrea Damiano, venne chiamato alla direzione di Due più Due, la rivista mensile per i dipendenti del Gruppo Montecatini. Nel 1967 entrò nel gruppo Rizzoli come direttore editoriale. Firmava i suoi pezzi sul settimanale L'Europeo e trasformò il periodico letterario Novella in un giornale di cronaca rosa. Nel 1968 tornò alla Rai per la realizzazione di programmi di approfondimento giornalistico. Tra i più seguiti e innovativi: Dicono di lei (dal 17 maggio 1969), una serie di interviste a personaggi famosi, tramite frasi, aforismi, aneddoti sulle loro personalità e Terza B, facciamo l'appello (1971), in cui personaggi famosi incontravano dei loro ex compagni di classe, amici dell'adolescenza, i primi timidi amori.

### Gli anni settanta, ottanta, novanta
(Enzo Biagi nel suo editoriale il primo giorno di direzione al Resto del Carlino)
Nel 1970 fu nominato direttore de Il Resto del Carlino, con l'obiettivo di trasformarlo in un quotidiano nazionale. Venne data più attenzione alla cronaca e alla politica. Biagi esordì con un editoriale, che intitolò "Rischiatutto" come la celebre trasmissione di Mike Bongiorno, andata in onda su Rai 1, commentando il caos in cui si stavano svolgendo le elezioni del presidente della Repubblica (che videro poi l'elezione di Giovanni Leone) e che tennero impegnato il Parlamento per diverse settimane, concludendosi alla vigilia di Natale dopo 23 giorni.
L'editore Attilio Monti era in buoni rapporti con il ministro delle finanze Luigi Preti, che pretendeva che il giornale desse risalto alle sue attività. Biagi ignorò le richieste di Preti; poco dopo però pubblicò la sua partecipazione ad una festa al Grand Hotel di Rimini, che Preti smentì vigorosamente. La replica di Biagi ("ci dispiace che lo sbadato cronista abbia preso un abbaglio; siamo però convinti che i ministri, anche se socialisti, non hanno il dovere di vivere sotto i ponti") mandò Preti su tutte le furie, tanto da premere per il suo allontanamento. Questo episodio, insieme all'intimazione di Monti a Biagi affinché licenziasse alcuni suoi collaboratori - tra cui il sacerdote Nazareno Fabbretti, "colpevole" di aver firmato un'intervista alla madre di don Lorenzo Milani - fu all'origine dell'uscita di Biagi dalla redazione del quotidiano bolognese. Il 30 giugno 1971 firmò il suo addio ai lettori e tornò quindi al Corriere della Sera.
Nel 1974, pur senza lasciare il Corriere, collaborò con l'amico Indro Montanelli alla creazione de Il Giornale. Nella trasmissione "Passato e presente"del 9 luglio 2025, il giornalista Paolo Mieli afferma che nel 1976,in occasione del disastro di Seveso,Enzo Biagi si offrì di andare sul luogo e realizzò dei reportages per il Corriere della Sera, i quali lo resero ancora più famoso,pur essendolo di già, avendo egli  intuito l' ampiezza della tragedia. Il giornalista intervistò anche Rosalia Conti, una donna che abitava con la sua famiglia a Seveso.

Biagi nel 1992 assieme a Carlo Caracciolo, per lungo tempo editore della Repubblica, quotidiano per cui il giornalista scrisse durante la gran parte degli anni ottanta.

Dal 1977 al 1980 Biagi ritornò a collaborare stabilmente alla Rai, conducendo Proibito, programma in prima serata su Rai 2, che trattava temi d'attualità. All'interno del programma guidò due cicli d'inchiesta internazionali denominati Douce France (1978) e Made in England (1980). Con Proibito, Biagi iniziò ad occuparsi di interviste televisive, genere di cui sarebbe divenuto un maestro. Nel programma furono intervistati, creando ogni volta scalpore e polemiche, personaggi-chiave dell'Italia dell'epoca come l'ex brigatista Alberto Franceschini, Michele Sindona, il finanziere poi coinvolto in inchieste di mafia e corruzione, e soprattutto il dittatore libico Muʿammar Gheddafi nei giorni successivi alla caduta dell'aereo di Ustica. In quest'ultima occasione il dittatore libico sostenne che si trattava di un attentato organizzato dagli Stati Uniti contro la sua persona e che gli americani quel giorno avevano soltanto "sbagliato bersaglio"; l'intervista finì al centro di una controversia internazionale e il governo dell'epoca ne proibì la messa in onda; l'incontro fu poi regolarmente trasmesso un mese dopo.
Nel 1981, dopo lo scandalo della P2 di Licio Gelli, lasciò il Corriere della Sera, dichiarando di non essere disposto a lavorare in un giornale controllato dalla massoneria, come sembrava emergere dalle inchieste della magistratura. Come lui stesso ha rivelato, Gelli, il leader della P2, aveva chiesto all'allora direttore del quotidiano, Franco Di Bella di cacciare Biagi o di mandarlo in Argentina. Di Bella, però si rifiutò. Diventò quindi editorialista della Repubblica, dove rimase fino al 1988, quando ritornò al quotidiano milanese di via Solferino.
Nel 1982 condusse la prima serie di Film Dossier, un programma che, attraverso film mirati, puntava a coinvolgere lo spettatore; nel 1983, dopo un programma su Rai 3 dedicato a episodi della seconda guerra mondiale (La guerra e dintorni), tornò su Rai 1: iniziò così a condurre Linea Diretta, uno dei suoi programmi più seguiti, che proponeva l'approfondimento del fatto della settimana, tramite il coinvolgimento dei vari protagonisti. Linea Diretta venne trasmesso fino al 1985.
Appena un anno dopo, nel 1986, sempre su Rai Uno, fu la volta di Spot, un settimanale giornalistico in quindici puntate, cui Biagi collaborava come intervistatore. In questa veste, si rese protagonista di interviste storiche come quella a Osho Rajneesh, il famoso e controverso mistico indiano, nell'anno in cui il Partito Radicale cercava di fargli ottenere il diritto di ingresso per l'Italia che gli veniva negato; oppure quella a Michail Gorbačëv, negli anni in cui il capo sovietico iniziava la perestrojka; o quella ancora a Silvio Berlusconi, nei giorni delle polemiche sui presunti favori del governo Craxi nei confronti delle sue televisioni. Berlusconi stava tentando invano di convincere Biagi ad entrare a Mediaset, ma lui rimase in Rai, sia perché legato affettivamente sia perché temeva che, nelle televisioni del Cavaliere, avrebbe avuto minore libertà.
Nel 1989 riaprì i battenti, per un anno, Linea Diretta. Questa nuova edizione verrà tra l'altro sbeffeggiata dal Trio composto da Anna Marchesini, Tullio Solenghi e Massimo Lopez, che all'epoca stava conoscendo un grande successo. In precedenza Biagi era stato imitato anche da Alighiero Noschese negli anni settanta; successivamente sarà nel mirino del Bagaglino.
Nei primi anni novanta realizzò soprattutto trasmissioni tematiche di grande spessore, come Che succede all'Est? (1990), dedicata alla fine del comunismo, I dieci comandamenti all'italiana (1991), Una storia (1992), sulla lotta alla mafia, dove apparve per la prima volta in televisione il pentito Tommaso Buscetta. Seguì attentamente le vicende dell'inchiesta Mani pulite, con programmi come Processo al processo su Tangentopoli (1993) e Le inchieste di Enzo Biagi (1993-1994). Fu il primo giornalista ad incontrare l'allora giudice Antonio Di Pietro, nei giorni in cui era considerato "l'eroe" che aveva messo in ginocchio Tangentopoli.

### Il Fattoe l'«editto bulgaro»
Nel 1995 iniziò a condurre la trasmissione Il Fatto, un programma di approfondimento dopo il TG1 sui principali fatti del giorno, di cui Biagi era autore e conduttore; tra le interviste andate in onda nella trasmissione, vanno segnalate quelle a Marcello Mastroianni, Sophia Loren, a Indro Montanelli e soprattutto le due realizzate a Roberto Benigni. Nel luglio del 2000 la Rai dedicò a Biagi uno speciale in occasione del suo ottantesimo compleanno, intitolato Buon compleanno signor Biagi! Ottant'anni scritti bene, condotto da Vincenzo Mollica. Nel 2004 Il Fatto fu proclamato da una giuria di critici televisivi come il miglior programma giornalistico realizzato nei primi cinquant'anni della Rai.

Biagi e Silvio Berlusconi nel 1986

La prima intervista a Benigni era stata rilasciata dopo la vittoria di quest'ultimo ai Premi Oscar del 1999, mentre la seconda venne registrata nel 2001, a ridosso delle elezioni politiche, che poi avrebbero visto la vittoria della Casa delle Libertà. In quest'ultima il comico toscano commentò, a modo suo, il conflitto di interessi e il contratto con gli italiani che Berlusconi aveva firmato qualche giorno prima nel salotto di Bruno Vespa. I commenti provocarono il giorno dopo roventi polemiche contro Biagi, che venne accusato di utilizzare la televisione pubblica per impedire la vittoria di Berlusconi. Al centro della bufera c'erano anche le dichiarazioni che il 27 marzo Indro Montanelli aveva rilasciato al Fatto. Il giornalista aveva attaccato pesantemente il centro-destra, paragonandolo ad un virus per l'Italia e sostenendo che sotto Berlusconi il Paese avrebbe vissuto una "dittatura morbida in cui al posto delle legioni quadrate avremmo avuto i quadrati bilanci", ovvero molta corruzione.
In seguito a queste due interviste diversi politici e giornalisti attaccarono Biagi; tra questi Giulio Andreotti e Giuliano Ferrara, che dichiarò: «Se avessi fatto a qualcuno quello che Biagi ha fatto a Berlusconi, mi sarei sputato in faccia». La critica più dura arrivò però dal deputato di Alleanza Nazionale e futuro ministro delle comunicazioni Maurizio Gasparri, che auspicò in un'emittente lombarda l'allontanamento dalla Rai dello stesso Biagi. Biagi fu quindi denunciato all'Autorità per le Garanzie nelle Comunicazioni per «violazione della par condicio», ma venne poi assolto con formula piena.
Il 18 aprile del 2002 l'allora presidente del Consiglio Silvio Berlusconi, mentre si trovava in visita ufficiale a Sofia, capitale della Bulgaria, rilasciò una dichiarazione riportata dall'agenzia ANSA e passata poi alla cronaca con la definizione giornalistica di «editto bulgaro». Berlusconi, commentando la nomina dei nuovi vertici Rai, resi pubblici il giorno prima, si augurò che «la nuova dirigenza non permettesse più un uso criminoso della televisione pubblica» come, a suo giudizio, era stato fatto dal giornalista Michele Santoro, dal comico Daniele Luttazzi e dallo stesso Biagi. Biagi replicò quella sera stessa nella puntata del Fatto, appellandosi alla libertà di stampa:
Fu l'inizio di una lunga controversia tra la Rai e Enzo Biagi, con numerosi colpi di scena e un'interminabile serie di trattative che videro prima lo spostamento di fascia oraria del Fatto, poi il suo trasferimento su Rai 3 e infine la sua cancellazione dai palinsesti. Biagi, sentendosi preso in giro dai vertici dell'emittente pubblica e, credendo che non gli sarebbe mai stata affidata alcuna trasmissione, decise a settembre di non rinnovare il suo contratto, che fu risolto il 31 dicembre 2002 dopo 41 anni di collaborazione.
Nel corso del 2002 i rapporti con Berlusconi si deteriorarono sempre più a causa della pregiudiziale morale che per Biagi era imprescindibile; infatti, a tal proposito disse: «uno che fa battute come quella di Berlusconi dimostra che, nonostante si alzi i tacchi, non è all'altezza. Un presidente del Consiglio che ha conti aperti con la giustizia avrebbe dovuto avere la decenza di sbrigare prima le sue pratiche legali e poi proporsi come guida del Paese» (Il Fatto, 8 aprile 2002). Nel novembre dello stesso 2002 divenne uno dei fondatori e garanti dell'associazione culturale Libertà e Giustizia, spesso critica verso l'operato dei governi guidati da Berlusconi.

### Gli ultimi anni: il ritorno in televisione
In questo stesso periodo, Enzo Biagi fu colpito da due gravi lutti: la morte della moglie Lucia Ghetti il 24 febbraio 2002 e della figlia Anna il 28 maggio 2003, a cui era legatissimo, scomparsa improvvisamente per un arresto cardiaco. Questa morte lo segnò per il resto della sua vita.
Continuò a criticare aspramente il governo Berlusconi, dalle colonne del Corriere della Sera. L'atto più clamoroso fu quando (in seguito al famoso episodio di Berlusconi che con il dito medio alzato durante un comizio a Bolzano espresse che cosa pensava dei suoi critici) chiese «scusa, a nome del popolo italiano, perché il nostro presidente del Consiglio non ha ancora capito che è un leader di una democrazia». Berlusconi replicò dichiarandosi stupito che «il Corriere della Sera pubblicasse i racconti di un vecchio rancoroso come Biagi». Il comitato di redazione del Corriere protestò con una lettera aperta indirizzata a Berlusconi, dicendosi orgoglioso che un giornalista come Enzo Biagi lavorasse nel suo quotidiano e sostenendo che «in Via Solferino lavorano dei giornalisti non dei servi».
Tornò in televisione, dopo due anni di silenzio, alla trasmissione Che tempo che fa, intervistato per una ventina di minuti da Fabio Fazio. Il suo ritorno in televisione registrò ascolti record per Rai 3 e per la stessa trasmissione di Fazio.
Enzo Biagi tornò poi altre due volte alla trasmissione di Fazio, testimoniando ogni volta il suo affetto per la Rai («la mia casa per quarant'anni») e la sua particolare vicinanza a Rai 3.
Enzo Biagi intervenne anche al TG3 e in altri programmi della Rai. Invitato anche da Adriano Celentano nel suo Rockpolitik, in onda su Rai 1, in una puntata dedicata alla libertà di stampa assieme a Michele Santoro e Daniele Luttazzi, Enzo Biagi (con Daniele Luttazzi) declinò l'invito per il fatto che nella rete ammiraglia della Rai c'era la presenza delle persone che avevano chiuso il suo programma; tra queste persone sarebbe stato compreso anche l'allora direttore Fabrizio Del Noce.

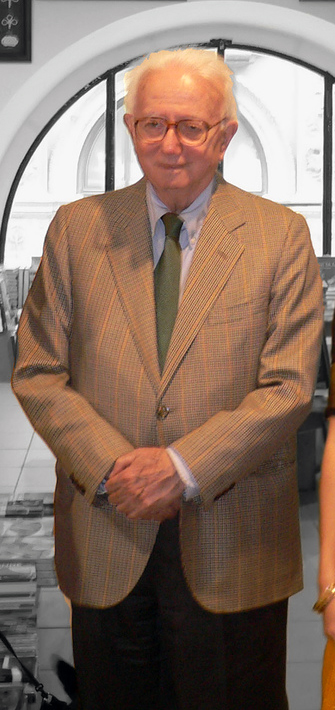
Enzo Biagi nel 2006

Negli ultimi anni scrisse anche con il settimanale L'Espresso e le riviste Oggi e TV Sorrisi e Canzoni.
Nell'agosto 2006, intervenendo su il Tirreno, avanzò delle perplessità circa la sentenza di primo grado emessa dagli organi di giustizia sportiva in relazione allo scandalo che colpì il calcio italiano a partire dal maggio dello stesso anno e noto giornalisticamente come Calciopoli.
Nella sua ultima intervista a Che tempo che fa, nell'autunno del 2006 Enzo Biagi affermò che il suo ritorno in Rai era molto vicino e, al termine della trasmissione, il direttore generale della Rai, Claudio Cappon, telefonando in diretta, annunciava che l'indomani stesso Enzo Biagi avrebbe firmato il contratto che lo riportava in TV.
Il 22 aprile 2007 tornò in televisione con RT Rotocalco Televisivo, aprendo la trasmissione con queste parole:
(Editoriale dal sito ufficiale della trasmissione)
Essendo la vigilia della festa del 25 aprile, l'argomento della puntata fu la resistenza, sia in senso moderno, come di chi resiste alla camorra, fino alla Resistenza storica, con interviste a chi l'ha vissuta in prima persona.
La trasmissione andò in onda per sette puntate, oltre allo speciale iniziale, fino all'11 giugno 2007. Sarebbe dovuta riprendere nell'autunno successivo, ma fu annullata a causa dell'improvviso aggravarsi delle condizioni di salute di Enzo Biagi.

### La morte
Ricoverato per oltre dieci giorni in una clinica milanese, a causa di un edema polmonare acuto e di sopraggiunti problemi renali e cardiaci, Enzo Biagi morì all'età di 87 anni la mattina del 6 novembre 2007. Pochi giorni prima di morire, disse a un'infermiera «Si sta come d'autunno sugli alberi le foglie...», ricordando Soldati di Ungaretti, e aggiungendo «ma tira un forte vento».
I funerali del giornalista si svolsero nella chiesa del piccolo borgo natale di Pianaccio, vicino a Lizzano in Belvedere, e la sepoltura avvenne nel piccolo cimitero poco distante. La messa esequiale venne officiata dal cardinale Ersilio Tonini, suo vecchio amico, alla presenza del presidente del Consiglio Romano Prodi, dei vertici Rai e di molti colleghi, come Ferruccio de Bortoli e Paolo Mieli.
Nei giorni precedenti era stata aperta a Milano la camera ardente che vide una partecipazione popolare immensa, definita "stupefacente" dalle sue stesse figlie. Alle redazioni dei giornali e ai familiari arrivarono lettere di cordoglio e di condoglianze da ogni parte d'Italia, anche la maggioranza dei principali siti Internet e molti blog lo ricordarono con parole affettuose, segno della grande commozione che la sua scomparsa aveva provocato.
Successivamente furono molte le iniziative per ricordarlo. Michele Santoro gli dedicò una puntata nella sua trasmissione Annozero titolata "Biagi, partigiano sempre"; Blob e Speciale TG1 riproposero i filmati dei suoi programmi più significativi; il Corriere della Sera organizzò una serata commemorativa presso la Sala Montanelli, la Rai invece lo onorò con una serata presso il teatro Quirino a Roma trasmessa in diretta su Rai News 24 e poi in replica su Rai 3 in seconda serata.

## Critiche
- Secondo quanto scritto da Roberto Gervaso nel suo libro Ve li racconto io, una parte della critica sosteneva che Biagi nei suoi libri scrivesse "sempre le stesse cose".[23]
- Bettino Craxi, intervistato a proposito del giornalista, dichiarò che non gli piaceva più perché faceva del "moralismo un tanto al chilo", ciò in risposta alle critiche che Biagi aveva riservato a Craxi e ai suoi governi, soprattutto in alcuni articoli sul Corriere della Sera. Secondo Biagi, l'accusa di facile moralismo sarà estesa da Craxi a tutti coloro che non condividevano la politica del PSI negli anni ottanta.[12] Scriverà più tardi lo stesso Biagi: «Questa storia del moralismo fu per Craxi una specie di ossessione. Poi le vicende giudiziarie ci hanno indotto a dedurre che, per lui, il Codice Penale era più che altro una questione di stati d'animo.»[12]
- Il giornalista Sergio Saviane lo soprannominò ironicamente "Banal Grande", sulla rubrica che teneva ne L'Espresso.
- Nel 1988, commentando l'uscita de Il sole malato, il libro di Biagi sull'AIDS, Giorgio Bocca scrisse polemicamente[24]: «Si butta su tutte le disgrazie. Ogni volta che esce un libro di Enzo devo per forza toccarmi le palle.» Biagi gli rispose: «Caro Giorgio, fai prima a toccarti la testa».
- Nel 2001, con una serie di articoli pubblicati da Panorama, Giuliano Ferrara criticò l'atteggiamento di Biagi verso Silvio Berlusconi. Dopo le interviste a Montanelli e a Benigni, che contenevano critiche a Berlusconi stesso, Ferrara dichiarò che secondo lui Biagi avrebbe fatto bene a "sputarsi in faccia" per quello che stava facendo, etichettandolo poi come ipocrita e arrogante. Inoltre definì una "sceneggiata" le polemiche nate dopo l'editto bulgaro e il suo allontanamento dalla Rai. Biagi rispose ricordando che la stessa cifra è stata stabilita come "equa per la chiusura di un contratto" dall'ordinanza di un giudice a favore di Michele Santoro, anche lui allontanato dopo l'editto bulgaro.[senza fonte]

## Opere
I libri pubblicati da Enzo Biagi hanno venduto più di 12 milioni di copie e sono stati tradotti in diversi Paesi fra cui Germania, Stati Uniti, Francia, Gran Bretagna, Spagna e Giappone. Nella recensione a un suo libro, Indro Montanelli individuò alcuni punti salienti della sua pubblicistica: 

### Saggistica
- È di scena Pietro Gubellini, Bologna, Testa, 1939.
- Dieci anni della nostra vita. Un documentario di "Epoca", realizzato con Sergio Zavoli, Milano, A. Mondadori, 1960.
- 50 anni d'amore. Mezzo secolo di sospiri, ricordi e illusioni, raccontato con Sergio Zavoli, Milano, Rizzoli, 1961.
- Crepuscolo degli dei, Milano, Rizzoli, 1962.
- Cardinali e comunisti. All'Est qualcosa di nuovo. Ungheria, Polonia, Cecoslovacchia: Enzo Biagi racconta la storia di un mondo che muore, e i drammi, le speranze di un mondo che vuol vivere, Milano, Rizzoli, 1963.
- 1945-1965. Altri vent'anni della nostra vita, realizzato con Sergio Zavoli, Milano, A. Mondadori, 1965.
- L'uomo non deve morire, Milano, Garzanti, 1965, 1969.
- Mamma Svetlana, nonno Stalin, Milano, Rizzoli, 1967.
- Padre Pio. La fede e i miracoli di un uomo del Signore, redatto con Silvio Bertoldi, Guido Gerosa, Sandro Mayer e Marco Pancera, Milano, Rizzoli, 1968.
- La luna è nostra. Storie e drammi di uomini coraggiosi, redatto con Antonio De Falco, Guido Gerosa, Gino Gullace, Gian Franco Venè e Lorenzo Vincenti, Milano, Rizzoli, 1969.
- Testimone del tempo, Torino, SEI, 1970-1979; nuova ed., Collana BUR n.370, Milano, Rizzoli, 1980. [Premio Bancarella nel 1971]
- Di progresso si muore, con altri, Bologna, Edizioni Skema, 1971.
- La vita e i giorni. Corso di storia per la scuola media, con Letizia Alterocca, Anna Doria e Vittorio Morone, 3 voll., Torino, SEI, 1972.
- Gente che va, Torino, SEI, 1972.
- Dicono di lei, Torino, SEI, 1974; Introduzione di Alberto Ronchey, Collana BUR, Milano, Rizzoli, 1978.
- L'enciclopedia divertente, Milano, Rizzoli, 1974.
- Il Mississippi, con Giuliano Ferrieri, Guido Gerosa, Gino Gullace, Giuseppe Josca, Eugenio Turri, Novara, Istituto geografico De Agostini, 1975.
- Il Signor Fiat. Una biografia, Milano, Rizzoli, 1976; Milano, BUR, 2003, ISBN 88-17-87252-0.
- Il sindaco di Bologna. Enzo Biagi intervista Renato Zangheri, Vaciglio (MO), Ricardo Franco Levi, 1976.
- Strettamente personale. Fatti e misfatti, figure e figurine della nostra vita, Milano, Rizzoli, 1977; nuova ed. riveduta, Introduzione di Giampaolo Pansa, Collana BUR, Milano, Rizzoli, 1979.
- Laggiù gli uomini, con Franco Fontana, Vaciglio (MO), Ricardo Franco Levi, 1977.
- E tu lo sai? Le domande dei ragazzi alle quali i genitori non sanno rispondere. Biagi le ha proposte a grandi personalità mondiali - da Margaret Mead a Federico Fellini, da Enzo Ferrari a Isaac Asimov, da Arthur Schlesinger a Robert White - per aiutarvi a parlare con i vostri figli, Milano, Rizzoli, 1978.
- Ferrari. La confessione-ritratto di un uomo che ha vinto tutto tranne la vita, Milano, Rizzoli, 1980.
- Il Buon Paese. Vale ancora la pena di vivere in Italia?, Collana La Gaja Scienza n.24, Milano, Longanesi, 1980, 1981; Collana Oscar Documenti n.92 (1530), Milano, Mondadori, 1982 - Collana Oscar attualità n.15, Mondadori, 1985; Novara, Istituto Geografico De Agostini, 1982-1987.
- Come andremo a incominciare?, con Eugenio Scalfari, Milano, Rizzoli, 1981.
- Mia bella signora. La donna dall'Unità d'Italia alla Repubblica, Iconografia di Michele Falzone, Milano, Rizzoli, 1981. - Milano, BUR, 1983.
- Diciamoci tutto, con un'intervista di Giampaolo Pansa, Milano, A. Mondadori, 1984.
- Mille camere, Milano, A. Mondadori, 1984.
- Senza dire arrivederci, Milano, A. Mondadori, 1985.
- Il boss è solo. Buscetta: la vera storia di un vero padrino, Milano, A. Mondadori, 1986. ISBN 88-04-33153-4.
- Il sole malato. Viaggio nella paura dell'AIDS, Milano, A. Mondadori, 1987, ISBN 88-04-30465-0.
- Dinastie. Gli Agnelli, i Rizzoli, i Ferruzzi-Gardini, i Lauro, Milano, A. Mondadori, 1988, ISBN 88-04-31718-3.
- Amori, Milano, Rizzoli, 1988. ISBN 88-17-85139-6.
- Buoni. Cattivi, Milano, Rizzoli, 1989, ISBN 88-17-85149-3.
- Lubjanka, Milano, Rizzoli, 1990. ISBN 88-17-85152-3.
- L'Italia dei peccatori, Milano, Rizzoli, 1991, ISBN 88-17-84134-X.
- Incontri e addii, Milano, Rizzoli, 1992, ISBN 88-17-85055-1. [Comprende Mille camere e Senza dire arrivederci]
- Un anno una vita, Roma-Milano, Nuova ERI-Rizzoli, 1992, ISBN 88-17-84205-2.
- La disfatta. Da Nenni e compagni a Craxi e compagnia, Milano, Rizzoli, 1993, ISBN 88-17-84272-9.
- "I" come Italiani, Roma-Milano, Nuova ERI-Rizzoli, 1993, ISBN 88-17-84295-8.
- L'albero dai fiori bianchi, Roma-Milano, Nuova ERI-Rizzoli, 1994. ISBN 88-17-84353-9.
- Il Fatto, Roma-Milano, Nuova ERI-Rizzoli, 1995, ISBN 88-17-84419-5.
- Lunga è la notte, Roma-Milano, Nuova ERI-Rizzoli, 1995, ISBN 88-17-84430-6.
- Quante donne, Roma-Milano, ERI-Rizzoli, 1996, ISBN 88-17-84466-7.
- La bella vita. Marcello Mastroianni racconta, Roma-Milano, ERI-Rizzoli, 1996, ISBN 88-17-84481-0.
- Sogni perduti, Milano, Rizzoli, 1997, ISBN 88-17-84523-X.
- Scusate, dimenticavo, Roma-Milano, RAI-ERI-Rizzoli, 1997, ISBN 88-17-84543-4.
- Ma che tempi. [1996-1998. Diario privato di fatti pubblici], Roma-Milano, RAI-ERI-Rizzoli, 1998, ISBN 88-17-85260-0.
- Cara Italia. ["Giusto o sbagliato questo è il mio Paese"], Roma-Milano, RAI-ERI-Rizzoli, 1998, ISBN 88-17-86013-1.
- Racconto di un Secolo. [Gli uomini e le donne protagonisti del Novecento], Roma-Milano, RAI-ERI-Rizzoli, 1999, ISBN 88-17-86090-5.
- Odore di cipria, Milano, RAI-ERI-Rizzoli, 1999, ISBN 88-17-86265-7.
- Come si dice amore, Milano, RAI-ERI-Rizzoli, 2000, ISBN 88-17-86461-7.
- Giro del mondo, Milano, RAI-ERI-Rizzoli, 2000, ISBN 88-17-86513-3.
- Dizionario del Novecento. [Gli uomini, le donne, i fatti, le parole che hanno segnato la nostra vita e quella del mondo], Milano, RAI-ERI-Rizzoli, 2001, ISBN 88-17-86780-2.
- Un giorno ancora, Milano, RAI-ERI-Rizzoli, 2001, ISBN 88-17-86883-3.
- Addio a questi mondi. Fascismo, nazismo, comunismo: uomini e storie, che cosa è rimasto, Milano, Rizzoli, 2002, ISBN 88-17-87038-2.
- Cose loro & Fatti nostri, Milano, RAI-ERI-Rizzoli, 2002, ISBN 88-17-87101-X.
- La mia America, Milano, Rizzoli, 2003, ISBN 88-17-87262-8.
- Lettera d'amore a una ragazza di una volta, Milano, Rizzoli, 2003, ISBN 88-17-99506-1.
- L'Italia domanda (con qualche risposta), Milano, Rizzoli, 2004, ISBN 88-17-00433-2.
- Era ieri, a cura di Loris Mazzetti, Milano, Rizzoli, 2005, ISBN 88-17-00911-3.
- Quello che non si doveva dire, con Loris Mazzetti, Milano, Rizzoli, 2006, ISBN 88-17-01310-2.
- Io c'ero. Un grande giornalista racconta l'Italia del dopoguerra. A cura di Loris Mazzetti, Milano, Rizzoli, 2008, ISBN 978-88-17-02589-8.
- I quattordici mesi. La mia Resistenza, a cura di Loris Mazzetti, Milano, Rizzoli, 2009, ISBN 978-88-17-03545-3; nuova ed. aumentata, Collana Principio attivo, Milano, Chiarelettere, 2025, ISBN 978-88-329-6676-3.
- Consigli per un paese normale, a cura di Salvatore Giannella, Milano, Rizzoli, 2010, ISBN 978-88-17-04157-7.
- Lezioni di televisione, Prefazione di Bice Biagi. A cura di Giandomenico Crapis, Roma, Rai Eri, 2016, ISBN 978-88-397-1685-9.
- Non perdiamoci di vista. Un racconto attraverso le interviste che hanno segnato un'epoca, a cura di Loris Mazzetti, Reggio Emilia, Aliberti, 2017, ISBN 978-88-93-23155-8.
- La vita è stare alla finestra. La mia storia, Collana Saggi, Milano, Rizzoli, 2017, ISBN 978-88-17-09707-9.

### Curatele
- Belle favole di tutti i tempi, a cura di E. Biagi e Dario Zanelli, illustrazioni di Alessandro Cervellati, Bologna, Cappelli, 1947.
- Storie di questi giorni, Collana Scrittori d'oggi per la scuola, Milano, Rizzoli, 1969. [antologia di racconti]
- Dai nostri inviati in questo secolo. I grandi fatti e i grandi personaggi nel racconto di grandi giornalisti, Collana Le Firme, Torino, SEI, 1971.

### Storiografie
- Dieci anni della nostra vita. Un documentario di "Epoca", realizzato con Sergio Zavoli, Milano, A. Mondadori, 1960.
- La seconda guerra mondiale, ed. italiana diretta da, 4 voll., Firenze, Sadea-Della Volpe, 1963-1965.
- Storia del Fascismo, diretta da, 3 voll., Firenze, Sadea-Della Volpe, 1964.
- 1945-1965. Altri vent'anni della nostra vita, realizzato con Sergio Zavoli, Milano, A. Mondadori, 1965.
- La Seconda Guerra Mondiale. Una storia di uomini, 8 voll., Milano, Fabbri Editori, 1980.
- 1935 e dintorni, Milano, A. Mondadori, 1982.
- 1943 e dintorni, Milano, A. Mondadori, 1983.
- Noi c'eravamo, 1939-1945, Milano, Rizzoli, 1990, ISBN 88-17-85151-5.
- La Seconda Guerra Mondiale. Parlano i protagonisti, Collana Illustrati, Milano, BUR, 1992, ISBN 978-88-171-1175-1. [Uscì anche in dispense sul Corriere della Sera: prima nel 1989 e poi nel 1995]
- 1943. Un anno terribile che segnò la storia d'Italia, Collana Illustrati, Milano, BUR, 1994.
- Anni di guerra. 1939-1945, Collana Illustrati, Milano, BUR, 1995.
- Anni di guerra. 1939-1945, Collana Saggi, Milano, BUR, 2005, ISBN 88-170-0895-8. [il cofanetto di 3 volumi contiene: Anni di guerra. 1939-1945; La Seconda Guerra Mondiale. Parlano i protagonisti; 1943. Un anno terribile che segnò la storia d'Italia]
- L'Italia del '900, a cura di Loris Mazzetti, 11 voll., Milano, RCS Quotidiani, 2007.

### Reportage
- Collana «La Geografia di Biagi», Milano, Rizzoli, 1973-1980. [con immagini di importanti illustratori della Rizzoli]
  - America, disegni di John Alcorn, Milano, Rizzoli, 1973.
  - Russia, disegni di Ferenc Pinter, Milano, Rizzoli, 1974. Premio Estense nel 1975
  - Italia, disegni di Luciano Francesconi, Milano, Rizzoli, 1975; edizione aggiornata, Rizzoli, aprile 1980.
  - Germanie, disegni di Paolo Guidotti, Milano, Rizzoli, 1976.
  - Scandinavia, disegni di Ferenc Pinter, Milano, Rizzoli, 1977.
  - Francia, disegni di Giovanni Mulazzani, Milano, Rizzoli, 1978.
  - Cina, disegni di Leonardo Mattioli, Milano, Rizzoli, 1979.
  - Inghilterra, disegni di Adelchi Galloni, Milano, Rizzoli, 1980.
- I padroni del mondo (America, Cina, Russia), Milano, Rizzoli, 1994, ISBN 88-17-84338-5.

### Romanzi
- Disonora il padre. Il romanzo della generazione che ha perduto tutte le guerre, Milano, Rizzoli, I ed. maggio 1975.
- Una signora così così. Romanzo, Milano, Rizzoli, I ed. 1979.

### Fumetti (solo testi e soggetti)
- Storia d'Italia a fumetti, Milano, Mondadori, 1978-2004.

Dai barbari ai capitani di ventura, Milano, Mondadori, 1978.
Da Colombo alla Rivoluzione francese, Milano, Mondadori, 1979.
Da Napoleone alla Repubblica italiana, Milano, Mondadori, 1980.
1946-1986: 40 anni di repubblica, Milano, Mondadori, 1986.
1946-1996. Cinquant'anni di repubblica, Milano, Mondadori, 1996. ISBN 88-04-42203-3.
La storia d'Italia a fumetti, Milano, Mondadori, 2000. ISBN 88-04-48363-6.
La nuova storia d'Italia a fumetti. Dall'impero romano ai nostri giorni, Milano, Mondadori, 2004, ISBN 88-04-53507-5.
- Storia di Roma a fumetti. Dalle origini alle invasioni barbariche, Milano, Mondadori, 1981.
- Storia dell'Oriente e dei Greci a fumetti. Dall'Egitto dei faraoni ad Alessandro Magno, Milano, Mondadori, 1982.
- Storia delle scoperte e delle invenzioni a fumetti, Milano, Mondadori, 1983.
- Storia dei popoli a fumetti, Milano, Mondadori, 1983-1985.

Americani, Milano, Mondadori, 1983.
Russi, Milano, Mondadori, 1984.
Italiani, Milano, Mondadori, 1985.
- Alla scoperta del passato. Storia a fumetti delle civiltà, Milano, Mondadori, 1987. ISBN 88-04-30594-0.
- Cristoforo Colombo, tavole di Milo Manara e Giacinto Gaudenzi, Milano, Mondadori, 1991, ISBN 978-88-043-5218-1.
- La storia dei popoli a fumetti, Milano, Mondadori, 1997; 2001, ISBN 88-04-49676-2.

Africa, Asia, Milano, Mondadori, 1997, ISBN 88-04-43325-6.
Europa, Americhe, Oceania, Milano, Mondadori, 1997, ISBN 88-04-43326-4.
- Trama di Topolino e la memoria futura, in "Topolino", n. 2125, 20 agosto 1996.
- La nuova storia del mondo a fumetti. Dalla preistoria ai giorni nostri, Milano, Mondadori, 2005, ISBN 88-04-54905-X.
- 3000 anni di storia dell'uomo

La nuova storia d'Italia a fumetti, Milano, Mondadori, 2007, ISBN 978-88-04-57805-5.
La nuova storia del mondo a fumetti, Milano, Mondadori, 2007, ISBN 978-88-04-57806-2.

### Teatro
- Noi moriamo sotto la pioggia, 3 atti, Teatro scenario, n.19, 1 ottobre 1952, pp. 17–28
- Giulia viene da lontano, 3 atti, Il dramma, n. 190, 1 ottobre 1953, pp. 5–17
- con Giancarlo Fusco, ...e vissero felici e contenti, 3 atti, Cappelli, Bologna, 1956
- con Sergio Zavoli, 50 anni della nostra vita, 2 tempi, 1974

### Prefazioni e introduzioni
- Franco Cristofori, Il pugnale di alluminio, Bologna, Alfa, 1971. (introduzione)
- Mario Lenzi, In Vietnam ho visto, Roma, Paese Sera, 1972. (prefazione)
- Le grandi spie, Novara, Istituto geografico De Agostini, 1973. (introduzione)
- Alfredo Venturi, Garibaldi in parlamento. Le esperienze di un eroe istintivo alle prese con il meccanismo delle istituzioni, Milano, Longanesi, 1973. (prefazione)
- Christian Delstanches, Hubert Vierset, Quel giorno a Stalingrado, Firenze, Salani, 1975. (premessa)
- Umberto Domina, La moglie che ha sbagliato cugino, Milano, Rizzoli, 1975. (introduzione)
- Domenico Porzio, Primi piani, Milano, A. Mondadori, 1976. (prefazione)
- Gino Rancati, Ferrari, lui, Milano, Sonzogno, 1977. (prefazione)
- Giovannino Guareschi, Don Camillo. Mondo Piccolo, Milano, Rizzoli, 1978.
- Giuseppe Turani, Padroni senza cuore, Milano, Rizzoli, 1980.
- Nazareno Fabbretti, I Vescovi di Roma. Breve storia dei Papi, Milano, Edizioni Paoline, 1986. (presentazione)
- Stefano Lorenzetto, Fatti in casa, Milano, Sperling & Kupfer, 1992, ISBN 88-200-1722-9. (prefazione)
- Alteo Dolcini, La Romagna dei vini 2, Faenza, Edit Faenza, 1992.
- Grandi siciliani: tre millenni di civiltà, a cura di AA. VV., Catania, G. Maimone, 1992.
- Pino Buongiorno, Totò Riina, Milano, Rizzoli, 1993.
- Edmondo De Amicis, Cuore, Firenze, Giunti Marzocco, 1993.
- Marcella Andreoli, Romani Cantore, Antonio Carlucci, Maurizio Tortorella (a cura di), Tangentopoli. Le carte che scottano, Milano, A. Mondadori, 1993. (introduzione)
- Giovanni Maria Flick, Lettera a un procuratore della repubblica, Milano, Il Sole 24 Ore, 1993.
- Claudio Bernieri, Stazione centrale ore 24, Ferrari Editrice, 1993.
- Franco Porretti, Volterra magica e misteriosa, Pacini Editore, 1993.
- Cesare Rimini, Lasciamoci così... Appunti e ricordi di un avvocato matrimonialista, Milano, Longanesi, 1994.
- Piero Gheddo, Dio viene sul fiume. Augusto Gianola missionario in Amazzonia: una tormentata ricerca di santità, EMI, 1994.
- Pianaccio in cartolina 1900-1990. Novant'anni di immagini da Ca'd Babbon alla Segavecchia dalla raccolta di, a cura di M. Cavagnino, P. Forti e G.L. Tamburini, Chieti, Edizioni Libreria Naturalistica, 1995.
- Vincenzo Muccioli, Io, Vincenzo Muccioli, Edizioni San Patrignano, 1995.
- Giuseppe Fichera, Montegrappa 1912, Ed. Bolis, 1999.
- Un mondo di bambini, un mondo di preghiere: espressioni di fede dei bimbi di tutti i paesi, Milano, Rizzoli, 1999, ISBN 978-88-178-6138-0.
- Franco Bonetti, Il Romanzo dei Finzi-Contini (catalogo della mostra), Collana Biblioteca d'arte, Lugano-Roma, Mazzotta, 1º giugno 2000, pp. 96, ISBN 978-88-202-1397-8.
- Stefano Lorenzetto, Dimenticati. Dove sono finiti gli italiani famosi, Venezia, Marsilio, 2000. ISBN 88-317-7392-5. (prefazione)
- Cesare Rimini, Una carta in più, Collana Oscar varia n.1801, Milano, Mondadori, 2001.
- Dario Zanelli, Nel mondo di Federico: Fellini di fronte al suo cinema [e a quello degli altri], Roma, Rai Eri, 2001.
- Susanna Tamaro, Va' dove di porta il cuore, Milano, RCS Quotidiani-Corriere della Sera, 2003.
- Marco Travaglio, Montanelli e il Cavaliere. Storia di un grande e di un piccolo uomo, Collana Saggi, Milano, Garzanti, 2004, ISBN 978-88-11-60088-6. (prefazione)
- Loris Mazzetti, Il libro nero della RAI, Milano, BUR, 2007. ISBN 978-88-17-01919-4. (prefazione)

## Collaborazioni

### Testate giornalistiche
Nella sua lunga carriera, Biagi lavorò per i principali quotidiani e settimanali nazionali italiani, cambiando spesso testata in seguito a divergenze e disaccordi con la proprietà. In ordine cronologico: 
- Il Resto del Carlino
- Epoca
- La Stampa
- Corriere della Sera
- L'Europeo
- Novella
- Il Giornale
- La Repubblica
- Panorama
- L'Espresso
- Tv Sorrisi e Canzoni
- Oggi

### Altri media
- Enzo Biagi ha scritto il soggetto di una storia Disney Topolino e la memoria futura, pubblicata su Topolino 2125 del 20 agosto 1996 [26] In questa storia Topolino viaggia indietro nel tempo con la macchina del tempo inventata dal Professor Zapotec e da Marlin arrivando nell'anno 1, l'anno della nascita di Gesù.
- Biagi ha collaborato anche al soggetto e alla sceneggiatura di un film del 1952, Camicie Rosse, con Anna Magnani per la regia di Goffredo Alessandrini.
- Nel 1963 ha realizzato con Brando e Sergio Giordani il documentario Italia proibita, sugli aspetti più scomodi dell'Italia del boom.
- Nel 2001-2002 Biagi aveva iniziato a scrivere il soggetto per una fiction della Rai, il cui titolo provvisorio era Linea Gotica", incentrata sulle vicende di un paesino emiliano durante la seconda guerra mondiale. Dopo l'editto bulgaro, il progetto fu però cancellato dall'azienda e la fiction non venne realizzata.

## Programmi televisivi
- Il Giudice (Programma Nazionale, 1961)
- Telegiornale (Programma Nazionale, 1961)
- RT Rotocalco Televisivo (Secondo Programma, 1962; Rai 3, 2007)
- All'Est qualcosa di nuovo (Programma Nazionale, 1963)
- Mississippi: romanzo di un fiume (Programma Nazionale, 1964)
- Io ricordo Kennedy (Programma Nazionale, 1964)
- Dio tra i grattacieli (Programma Nazionale, 1966)
- Jugend (Programma Nazionale, 1966)
- Dicono di lei (Programma Nazionale, 1969)
- Terza B, facciamo l'appello (Programma Nazionale, 1971)
- Proibito (Rete 2, 1977)
- Douce France (Rete 2, 1978)
- Made in England (Rete 2, 1980)
- Ma che storia è questa (Rete 2, 1980)
- Film Dossier (Rete 1, 1982)
- Gli speciali di Retequattro (Rete 4, 1982-1984)
- Questo secolo. Viaggio negli anni che contano: 1943 e dintorni (Rai 1, 1983)
- Linea diretta (Rai 1, 1983-1985, 1989)
- Il caso (Rai 1, 1985)
- Spot (Rai 1, 1986)
- Terre Vicine (Rai 1, 1990)
- Lubjanka. Uomini e donne nella Russia di Stalin, (Rai 1, 1990)
- I dieci comandamenti all'italiana (Rai 1, 1991)
- Sorrisi 40 anni vissuti insieme (Canale 5, 1991)
- Una storia (Rai 1, 1992)
- Le interviste di Enzo Biagi (Rai 1, 1992)
- Somalia, un mondo che muore (Rai 1, 1992)
- Tocca a noi (Rai 1, 1993)
- Le inchieste di Enzo Biagi (Rai 1, 1993-1994)
- Processo al Processo (Rai 1, 1994)
- La Lunga Marcia (Rai 1, 1994)
- Il Fatto (Rai 1, 1995-2002)
- Fratelli d'Italia (Rai 1, 1998)
- Cara Italia (Rai 1, 1998)
- Buon compleanno signor Biagi! Ottant'anni scritti bene (Rai 1, 2000)
- Giro del mondo (Rai 1, 2001)

## Nella cultura di massa
- A partire dall'11 marzo 2008 Rai 3 ha iniziato a trasmettere un ciclo chiamato RT Rotocalco Televisivo Era Ieri dedicato alla televisione di Enzo Biagi e alle sue interviste ai protagonisti del XX secolo.
- Nello stesso mese, è stato istituito il "Premio Nazionale Enzo Biagi", consegnato ai giornalisti e agli scrittori "che mostrano esempio di libertà". Il primo vincitore è stato lo scrittore Roberto Saviano. Il comitato promotore del premio è presieduto da due delle sue tre figlie, Carla e Bice, quest'ultima anche lei giornalista.
- Il comune di Crotone ha istituito il "Premio Nati per Scrivere-Enzo Biagi" per premiare il giovane cronista dell'anno. La provincia di Bologna ha creato il "Premio Enzo Biagi per i Cronisti Locali".
- Enzo Biagi appare nel videoclip di Buonanotte all'Italia, brano di Luciano Ligabue. Durante il tour del cantante emiliano, il video è stato mostrato sui maxischermi: la folla ha applaudito al momento in cui appare Biagi, tributo riservato ad altri grandi presenti nel filmato come Paolo Borsellino, Giovanni Falcone, Marco Pantani, Alberto Sordi.[27][28]
- Nel mese di dicembre 2008, il consiglio comunale di Milano (con i voti del Popolo della Libertà e della Lega Nord) respingeva la proposta di consegnare l'Ambrogino d'oro alla memoria al giornalista. Per protesta, il gruppo musicale Elio e le Storie Tese rifiutava l'Ambrogino che avevano vinto nello stesso anno.[29]
- Il giornale Il Fatto Quotidiano, che ha esordito nelle edicole il 23 settembre 2009, è stato chiamato così in omaggio alla sua trasmissione più famosa.[30]

### Titolazioni
Sono stati titolati a Enzo Biagi:
- L'istituto comprensivo di scuola materna, elementare e media del quartiere Cesano di Roma. (2009)[31]
- Il Centro Documentale del Parco regionale del Corno alle Scale sull'Appennino bolognese.
- L'area verde dietro la chiesa di Santa Maria presso San Celso a Milano.[32]
- Strade nei comuni di Cinisello Balsamo, San Giovanni in Persiceto, Cambiago, Medicina.[33][34]
- Una strada nel quartiere di Resuttana-San Lorenzo a Palermo.
- Una piazza e un monumento, raffigurante una penna in acciaio stilizzata e alta 5 metri, ai confini fra i comuni di Fucecchio e Santa Croce sull'Arno.
- La nuova Scuola Elementare della frazione Villa Fontana nel comune di Medicina.
- La Biblioteca comunale di Agrate Brianza, alla quale la famiglia Biagi ha donato parte dei suoi libri.
- Settembre 2009 viene intitolata a Enzo Biagi la biblioteca comunale di Candiolo alla presenza delle figlie.
- Il "Palazzo dello Sport e della Cultura" di Lizzano in Belvedere
- La sala conferenze della Sala Borsa a Bologna

## Riconoscimenti
- 1953 – Premio Riccione per Giulia viene da lontano[37]
- 1971 – Premio Bancarella per Testimone del tempo[38]
- 1979 – Premio Saint-Vincent per il giornalismo
- 1979 – Medaglia d'Oro di Civica Benemerenza del Comune di Milano
- 1993 – Presidente Onorario della Giuria del Premio "È giornalismo"
- 2003 – Cittadinanza Onoraria di Fucecchio, paese natale di Indro Montanelli
- 2004 – Premio alla trasmissione Il Fatto come miglior programma giornalistico dei primi cinquant'anni della Rai[38]
- 2005 – Premio giornalistico televisivo Ilaria Alpi alla Carriera[39]